# Izjora
Izjora (russisk: Ижóра, finsk: Inkereenjoki) er en flod i Leningrad oblast i Rusland. Den er en venstre biflod til Neva og er 76 km lang og har et afvandingsareal på 1.000 km².
Floden har sit udspring på Izjoraplateauet og løber mod nordøst til den munder ud i Neva midt mellem Sankt Petersburg og Sjlisselburg ved Ust-Izjora (dansk: ~ Izjoras munding), hvor Slaget ved Neva fandt sted i 1240. Byerne Kolpino og Kommunar ligger ved Izjora. Floden er kendt som det længste svenske styrker nogen sinde nåede mellem Vikingetiden og Forvirringens tid i Rusland.
Floden får vandføring både fra grundvand, snesmeltning og regn. Grundvandskilderne er stabile både sommer og vinter og sikrer, at floden aldrig tørrer ud eller bundfryser.